# Буона-Віста
Буона-Віста — найзахідніший житловий масив у планувальному районі та новому місті Квінстаун у Сінгапурі. Територія має характерну забудову. На території масиву розташований науковий центр Біополіс. Масив обслуговується станцією метро Буона-Віста.
З 1976 до 1997 Буона-Віста складала єдиний одномісний виборчий округ. Втім у 1997 році район приєднали до округу Танджонг-Пагар, з 2001 року перемістили до округу Голланд-Букіт-Панджанг, надалі до Голланд-Букіт-Тіма, а 2011 року повернули до Танджонг-Пагару.